# Kraftwerk Kriel
Das Kraftwerk Kriel ist ein Kohlekraftwerk des staatlichen südafrikanischen Energieversorgers Eskom mit einer installierten Leistung von 3,0 GW in der Provinz Mpumalanga. Die Kraftwerksanlage besteht aus sechs Blöcken zu je 500 MW und war im Jahr der Betriebsaufnahme (1979) das leistungsstärkste Kraftwerk in Südafrika. Die Kohle stammt aus einem unmittelbar angeschlossenen Tagebau und wird durch Gurtförderer automatisch zum Kraftwerk gebracht.